# 인도의 음악
인도의 음악(印度―音樂)은 고대에서부터 현대까지 전해 내려오고 있는 인도 본토의 음악과 서아시아 및 유럽으로부터 이입되어 혼합된 음악 및 현재 인도에서 생성되고 있는 음악을 말한다. 인도음악은 지역상 동양음악의 한 종류이며 기초 인문학인 음악사학의 연구대상이다.

## 인도 전통 음악의 역사
인도 음악사는 4기로 나눌 수 있다. 브라만교의 경전인 베다(Veda)를 중심으로 한 베다 시대는 기원전 2000년경에서 시작되고, 고전시대는 2세기에서 시작되는데, 이 시기에는 복잡한 이론체계가 전개되고 라가(raga)의 개념이 새로 생겼다. 그 다음 중세기는 11세기와 12세기의 이슬람교의 침입으로부터 시작되는데, 이 중세기에 북인도(北印度) 음악과 남인도(南印度) 음악이 갈라졌고, 그 다음 근대는 18세기에서 시작되는데, 이 시대에 북인도와 남인도의 음악체계가 고정되었다. 베다는 4가지가 있는데, 그 중에서 3가지 베다만 낭송된다. 즉 야주르베다(Yajur Veda)는 1음(音)만으로 낭송되고, 리그베다(Rigveda)는 가사의 악센트에 따라 중음(中音, ud?tta)·저음(低音, anud?tta)·고음(高音, svarita)으로 낭송된다. 사마베다(Sāmaveda)는 큰 의식에서 좀 더 넓은 음넓이로 간음(間音)을 더 넣으면서 낭송된다.

### 고전시대의 음조직
인도음악의 가장 오랜 문헌은 최초의 음악이론가로 알려진 바라타(Bharata)가 쓴 《나티야샤스트라(Nātyasāstra)》인데, 이 책은 기원전 200년 또는 200년, 심지어는 500년의 것이라고 학자에 따라서 각각 다르게 주장되었다. 이 책에서는 7음을 사(sa), 리(ri), 가(ga), 마(ma), 파(pa), 다(dha), 니(ni)라고 불렀는데, 그것은 각각 Sadja, Risabha, Gandhara, Madhyama, Panchama, Dhaivata, Nisadha의 첫음절을 딴 것이다. 이 7개의 음정을 22스루티스(surtis)로 측정했는데, 그 22스루티스는 한 옥타브를 이루는 것이다. 기본 음계(grāma)가 둘이 있는데, 하나는 '사음계(SA－grāma)'(C음계)이고, 또 하나는 '마음계(MA－grāma)'(F음계)이다. 이 두 음계를 각각 7음 위에 옮겨 놓으면, 모두 14조(調, murchanā)를 얻게 되는데, '사음계'에서 4개, '마음계'에서 3개만 쓰고 그 일곱을 '자티(jati)'라고 불렀다. 이 자티가 무르차나(murchanā)와 다른 점은 단순한 음계가 아니고, 그 중에 센음 또는 중요한 음과 여린음 또는 중요치 않은 음을 가진 점이다. 이 점에서 자티는 라가(raga)의 전신이라고 할 수 있다. 라가라는 말이 처음 나오는 것은 마탕가(Matanga, 5세기)의 《브라데시(Brhaddesi)》라는 책인데, 그 책에서 그는 기이티(gīti, 멜로디)를 여러 종류로 분류하였고, 그 중의 하나로 라가 기이티(rāga－gīti)를 들었다. 마탕가는 라가 기이티의 연주로 생기는 별다른 곡취(曲趣, rasa)를 충분히 알고 있었다.

### 중세의 인도음악

#### 북인도
이슬람 세력의 침입으로 인도음악의 새로운 면이 생겼는데, 그 특징은 라가가 더 복잡해진 점과 북인도 음악에 모하메단과 힌두의 요소가 융합한 점 및 특히 북인도와 남인도의 음악 스타일이 갈라진 점이다. 음악가이며 이론가로서 유명한 사룬가 데바(Sārunga Dēva)의 《삼기타라트나카라(Samgita－Ratn kara, 13세기)》는 후세의 이론가에 의하여 많이 인용되었는데, 그 기본음계에 관해 기술한 내용이 모호하여, 후세에 혼란을 빚어냈다. 푼다리카 비탈라(Pundrarika Vitthala, 17세기)는 라가를 남성(男性, purusa)과 여성(女性, bharya) 및 자손(子孫, putra)으로 분류하였다.

#### 남인도
사룬가 데바 시대까지는 북인도와 남인도의 음조직에 별로 차이가 없었다가, 12세기의 음악사전 비슷한 마아노살라아사(Manosalasa)에서 처음으로 '카르나티크(Carnatic) 음악' 즉 남부음악이란 말이 사용되었다. 라아마아마탸(Ramamatya, 16세기)는 라가를 멜라(mela, 부모)와 자냐(janya, 자손)로 분류하고, 그 기본음계(mela)를 고대의 무카리(Mukhari)로 정하였는데, 그것은 지금의 카나캉기(Kanakangi)에  해당하며 C D♭E♭F G A♭ B＃ C이다. 이 음들이 남인도 음조직의 기본인 슈다 스바라스(shuddha svaras, 원음)이고 그 밖의 음계들은 이 멜라의 변화형이다.

### 근대의 인도음악

#### 북인도
파트나의 무하메드 레자 칸(Muhammed Rezza Khan of Patna)은 라가를 남성 라가와 여성 라가로 분류하는 것은 우습다 하고, 여러 음계(라가)의 구성음(構成音)에 의하여 새로 라가를 분류하였는데, 여러 라가 중 기본 라가인 빌라왈(raga Bilawal)을 채택하였다. 그 음계는 대략 서양의 장음계 비슷하다(CDEFGABC). 바하트칸데(Bhatkhande,1934-1941)는 북인도의 라가 전부를 10개의 기본음계로 분류하여 근대의 북인도 음악체계를 창시하였다. 10개의 기본음계는 ⑴ Bilawal, ⑵ Kalyan, ⑶ Khamboj, ⑷ Bhairav, ⑸ Poorvi, ⑹ Marwa, ⑺ Bhairavi, ⑻ Asavari, ⑼ Kafi, ⑽ Todi이다.

#### 남인도
또한 고빈다(Govinda)는 그의 저술 삼그라하쿠다 마니(Samgraha－Cuda－Mani, 18세기 후기)에서 72개의 멜라(mela)와 그 밑에 딸린 많은 자냐(Janya)로 분류하는 방법에 더 손질을 하였다. 72개의 멜라가 아래와 같이 12개의 차크라(chakra)에 묶였다.

## 인도 음악의 용어

### 라가(Raga)
인도 음악의 음계이다. 인도의 음계는 올라갈 때와 내려갈 때가 똑같지 않는 경우도 있다. 각 라가는 자기의 일정한 음을 갖고, 계속 그 음만이 사용되어야 하고, 그 밖에 딴음을 첨가하지 못한다. 따라서 전조(轉調)는 엄격히 금지되어 있다. 그리고 평음계와 달라서 라가는 강(強)한 음(중요한 음)과 약한 음(중요치 않은 음)을 가졌다. 음계 중에서 어느 음이 중요하냐에 따라서 라가의 종류가 결정된다. 또 SA(주음, 主音)와 PA(속음, 屬音)는 장식음을 갖지 않지만, 그 밖의 음들은 장식음을 갖는데 그 장식음에 따라서도 라가가 달라진다. 끝으로 한 라가에서 어느 강한 음만 줄곧 쓰기 때문에 그 라가에 곡취(曲趣, Mood) 또는 분위기가 생긴다.

### 탈라(tala)
| 기 본 탈 라 (tala) | 자 티(jati)                                          | 자 티(jati)                                          |
| 기 본 탈 라 (tala) | 트리수라 (trisura)                                   | 챠투수라 (chiatusura)                                |
| --- | ---------------------------------------------------- | ---------------------------------------------------- |
| 에 카 (Eka) 루 우 파 카 (Rupaka) 잠 파 (Jhampa) 트 리 푸 타 (Triputa) 마 아 탸 (Matya) 드 루 바 (Dhruva) 아 아 타 (Āta) | 3 2＋3 3＋1＋2 3＋2＋2 3＋2＋3 3＋2＋3＋3 3＋3＋2＋2 | 4 2＋4 4＋1＋2 4＋2＋2 4＋2＋4 4＋2＋4＋4 4＋4＋2＋2 |

인도음악의 리듬에 관한 기본 개념인 용어. 탈라는 서양음악에서처럼 한마디(小節)를 더 잘게
쪼개지 않고, 몇 개의 마디를 모은 것으로 이루어진다. 예를 들면 다마르 탈라(Dhamar－tala)에서는
다음과 같은 4마디로 이루어진 아바르타(avarta)가 계속 반복된다.제1마디는 5박,
제2마디는 2박, 제3마디는 3박, 제4마디는 4박으로 이루어졌는데, 이 네 마디가 모여서
아바르타를 이룬다. 이 14박의 탈라에서 첫박(sam)은 '×'로 표시되고, 제6박(2마디
첫박)은 '2'로 표시되며, 제8박(3마디 첫박)은 '0(khali)'로 표시되고, 11박(4마디
첫박)은 '3'으로 표시된다. sam에서는 두 손을 치는데, 탈라는 이 첫박에서 시작하지
않고, 그와 반대로 그치는데, 이 점에서 한국음악의 장단과 다르다. khali에서는
두 손을 치지 않고, 오른손을 쳐들어서 앞으로 sam이 나올 것을 주의시킨다. 북인도
음악에서 보통 제일 많이 쓰이는 탈라는 다음과 같다.위에서 차우탈과 엑탈은 다같이
12박, 6마디로 되었지만 그 북치는 법에서 다르다. 즉 엑탈은 딘(dhin), 딘(dhin),
다(dha) … 같이 치고, 차우탈은 다(dha), 다(dha), 딘(dhin) … 같이 친다.남인도의
탈라는 북인도의 것과 같지만 분류되어 있다. 즉, 3박으로 된 것은 트리수라 자티(trisura
jati)이고, 4박으로 된 것은 챠투수라 자티(chiatusura jati)이며, 5박으로 된 것은
칸다 자티(khanda jati)이고, 7박으로 된 것은 미스라 자티(misra jati)이며, 9박으로
된 것은 산키르나 자티(sankirna jati)이다. 이 다섯 자티 중에서 두 자티만을 들어서,
그 두 자티로 된 기본 탈라 7가지를 들면 왼쪽 표와 같다. 또 하나 자주 사용되는 탈라는
아디 탈라(Adi－tala; 4+2+2)인데, 이것은 챠투수라 자티의 트리푸타 탈라에 지나지
않는다.

### 드루파드(Dhrupad)
북인도 음악의 형식. 이것은 모하메단의 영향을 받지 않은 고대 힌두 형식으로, 지금은 드물게 연주한다. 드루파드의 연주는 장식음을 일체 쓰지 않고, 라가를 가장 순수한 형태에서 보이는 것이라고 한다. 이 드루파드는 여러 시간 계속하기도 하는데, 언제든지 느리고 위엄 있는 템포로 노래하고, 탈라도 몇 가지만 쓰인다. 즉 차우탈(Chautāl), 다마르(Dhamār), 수르파크타(Surphakta; 2+2+2+2+2)와 테브라(Tevra; 3+2+3) 따위다. 드루파드 연주에 쓰이는 북은 고대 무리당감(muridangam)이다. 드루파드의 구조는 이와 같다. ⒜ 알라프(Ālāp)는 우리 국악의 다스름같이 박자가 없는 전주곡으로, 노래하는 사람이 라가의 주요형(主要形)을 연주해 보인다. 이 알라프 앞에서는 탐부라(tambura)라는 4현 악기의 드론(drone, 長引聲) 반주는 있지만 북은 쓰이지 않는다. ⒝ 아스타이(Asthayi)는 노래의 제일부(第一部)인데, 보통 아래 4음(tetrachord)을 많이 낸다. 이 부분에서 북이 처음으로 들어간다. 물론 탐부라도 계속 반주를 한다. ⒞ 안타라(Antara)는 노래의 제2부로, 위의 4음(upper tetrachord)을 강조한다. ⒟ 산차리(Sanchāri)는 노래의 제3부로, 음넓이(音域)를 전부 쓴다. ⒠ 아보그(Abhog)는 제4부로, 보통 제1부 아스타이로 되돌아가고, 때로는 이 제4부에 빠른 선율이 새로 나오기도 한다.

### 캬알(Khyāl)
힌두 음악인(人)도 모하메드 음악인도 다 만든 북인도 음악의 형식. 비교적 근대의 것이고, 자주 쓰인다. 캬알은 대개 아스타이와 안타이로 되었는데, 자세히 말하자면 다음과 같은 것으로 되었다. ⒜ 알라프(Ālāp). ⒝ 아스타이(Asthayi), ⒞ 안타라(Antara)와 아스타이 1부의 반복. ⒟ 본(本) 알라프, 즉 알라프를 고수(鼓手)와 함께 복잡하게 만든 것. ⒠ 아스타이와 안타라의 반복. ⒡ 볼탄(Bol－tān)은 빠르고 장식음과 변주가 많다. ⒢ 아스타이와 안타라의 반복. ⒣ 본(本) 타안(Tān proper)은 가사 없이, '아' 또는 '나'란 말로 노래하는 변주곡. ⒤ 종곡(終曲)으로 아스타이를 반복하거나 빠른 새 선율을  쓴다.

### 키르타나(Kirtana)
남인도 음악의 형식. 키르타나는 북인도 음악의 형식과 비슷하여 팔라비(Pallavi), 아누팔라비(Anupallavi), 차르나(Charna), 팔라비의 4부로 되었는데 그것은 드루파드의 아스타이, 안타라, 산차리, 아보그와 같은 것이다. 이 키르타나는 음악을 배우지 않은 사람도 부를 수 있게 간단하지만, 크르티(Krti)는 음악을 공부한 사람이어야 부를 수 있는 것인데, 그것도 키르타나와 같은 구조를 가졌다.

## 인도 음악의 악기

### 비나(veena)
인도음악의 악기. 인도 고대의 비나는 흔히 괘(fret)가 붙여져 있고, 그 밑에는 공명(共鳴)박이 보통 북인도에서는 두 개, 남인도에서는 한 개 달렸다. 괘 위에 줄이 넷 얹혀 있는데, 그것을 왼손으로 짚고, 또 그 옆에 줄 셋이 있는데 그것은 개방현(開放絃)으로 길게 끄는 드론(drone)으로 반주한다. 줄은 4도와 5도로 또는 4도로, 또는 5도로 조현(調絃)한다. 이 악기는 드루파드 연주에 쓰인다.

### 시타르(sitar)
이 악기는 비파와 같이 생겼는데, 목이 길고, 괘를 움직일 수 있는 것이 특징이다. 시타르는 셋 내지 일곱 줄을 가졌고, 밑에 공명줄 12개(또는 13개)를 가졌다. 현법은 비나의 그것과 같다.

### 사로드(sarod)
북인도의 발현악기(撥絃樂器). 플렉트럼(plectrum)으로 뜯기도 하고 활(弓)로 긋기도 한다. 창자(gut)줄이 여섯이고 그 밑에 가는 철사의 공명줄이 약 12개 있다.

### 탐부라(tambura)
지속주음(持續主音) 연주를 위한 인도음악의 현악기. 시타르와 같이 목(neck)이 길지만 그러나 괘가 없고 그 철사줄은 넷이고 개방현으로 그저 드론(drone)반주만 한다.

### 사랑기(sarangi)
북인도의 찰현(擦絃)악기. 원래 춤의 반주에 쓰이는 통속악기인데, 창자줄 셋과 공명줄을 많이 가지고 있으며 짧은 활로 줄을 긋는다.

### 딜루바(dilruba)
인도의 찰현악기. 사랑기와 같이 활로 연주하지만, 목이 길고 괘를 가졌다. 선율줄은 셋 또는 넷이고 그 밑에 공명줄이 많이 있다.

### 반수리(bansuri)
인도음악에서 쓰는 가로피리(橫笛). 인도에는 여러 가지의 피리가 많은데, 대개 대(竹)로 만들고 구멍의 수가 각각 다르다.

### 샤나이(shanai, sanayi)
인도의 관악기. 우리나라의 쇠납(호적 또는 태평소)과 같고 통속적으로 사용된다.

### 무리당감(muridangam)
인도의 타악기. 우리나라의 장구와 같이 좌우 양쪽에 가죽을 붙였지만 허리가 가늘지 않고 반대로 더 굵다. 이 옛날 악기는 북부 인도에서 드루파드 반주에 쓰이고 남인도에서 쓰이기도 한다.

### 타블라(tabla)
인도의 타악기로서 일종의 북. 쌍으로 되어 있으며 무리당감 북의 허리를 두 동강으로 잘라낸 것같이 생겼다. 오른쪽 북은 타블라라고 부르고 왼쪽 북은 바야(bāyā)라고 부른다.

## 같이 보기
- 란 나라얀
- 인도 고전 음악